# Parauapebas (gemeente)
Parauapebas is een gemeente in de Braziliaanse deelstaat Pará. De gemeente telt 202.356 inwoners (schatting 2017), wat zo'n 50.000 meer is als in 2009.

## Aangrenzende gemeenten
De gemeente grenst aan Água Azul do Norte, Canaã dos Carajás, Curionópolis, Marabá, São Félix do Xingu en Tucumã.

## Galerij

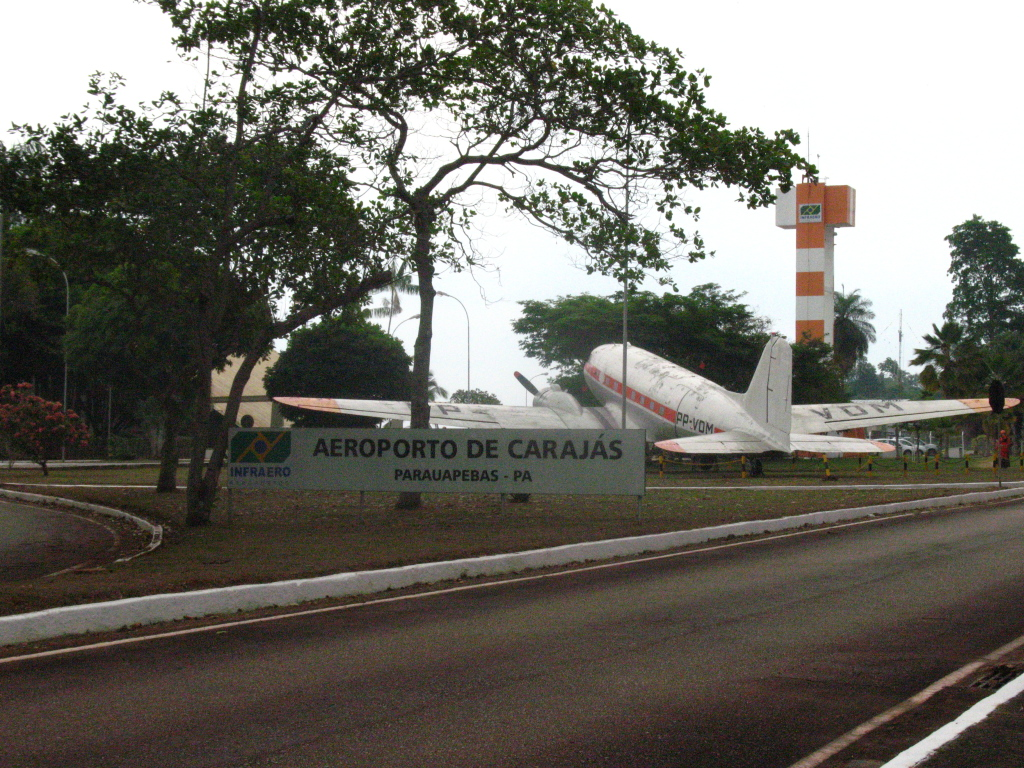
Vliegveld van Carajas in de gemeente Parauapebas
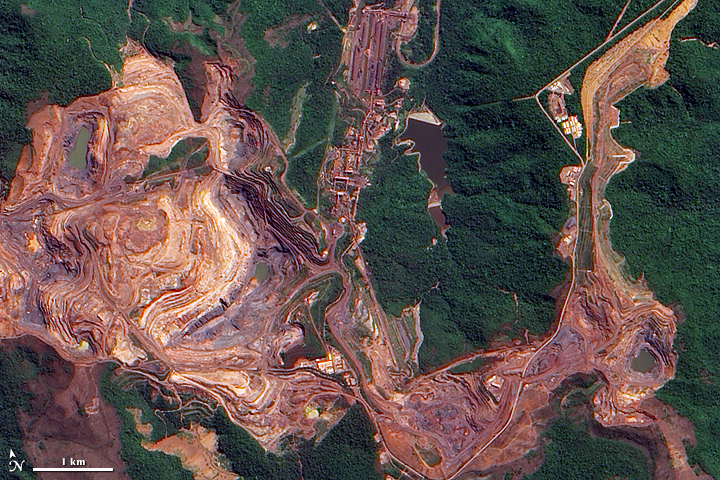
Mijn van Carajas